# Uder (Adelsgeschlecht)
Uder (auch Othera) war der Name eines alten thüringischen Adelsgeschlechts im Eichsfeld, benannt nach dem Ort Uder bei Heilbad Heiligenstadt.

## Geschichte

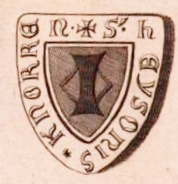
Siegel des Heiso Knorren im Jahre 1357

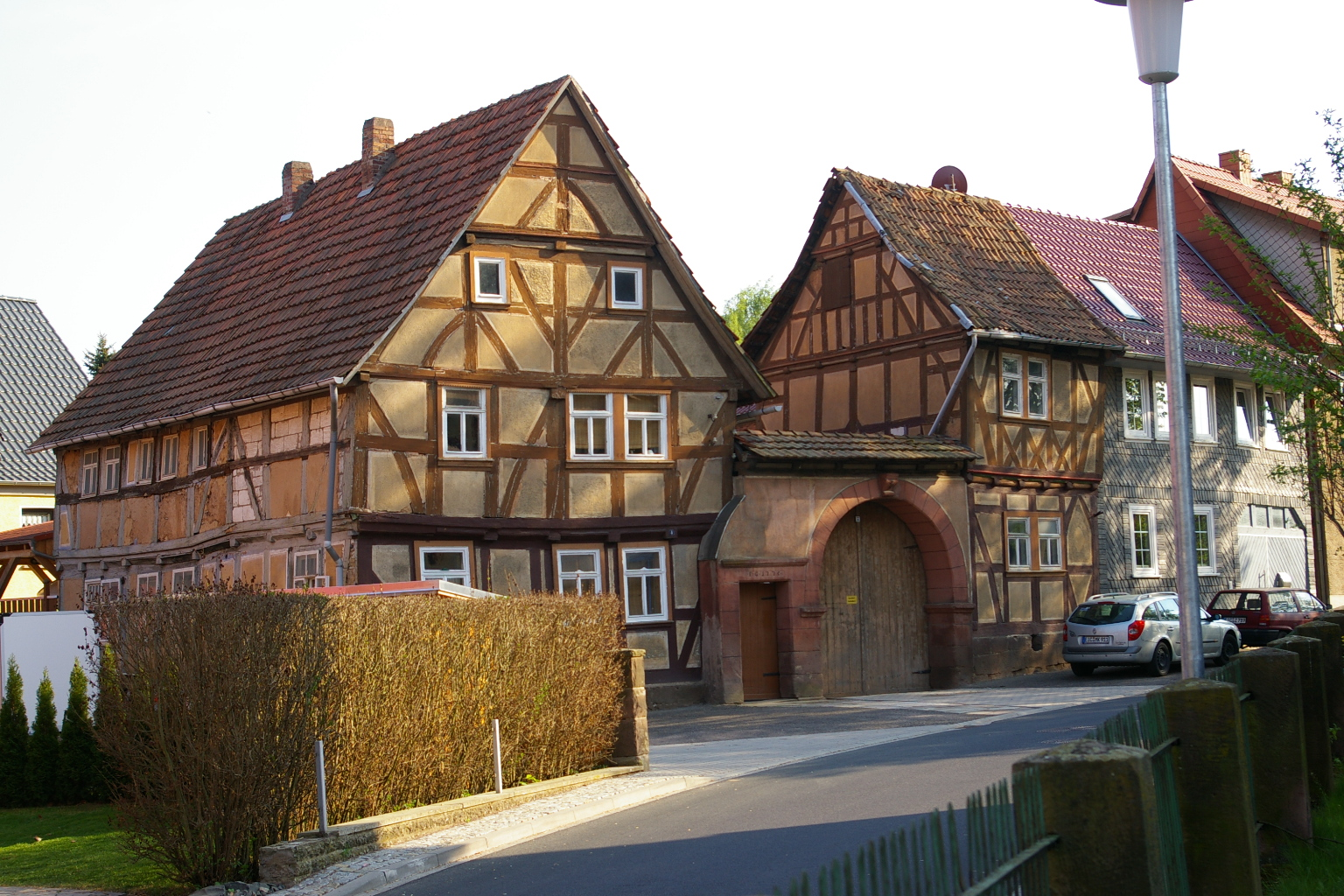
Das Knorrsche Haus in Uder

Die von Uder oder Othera sind ein vermutlich seit dem Hochmittelalter in Uder ansässiges Rittergeschlecht. Ursprünglich hieß die Familie von Knorr oder de Knorr und nannte sich ab dem 12. Jahrhundert auch nach ihrem Wohnsitz de Othera. Die Schreibweise der Adelsfamilie wechselt dabei ebenso häufig zwischen Udera, Udra, Othera und weiteren, wie die Schreibweise des Ortsnamens. Der Stammsitz der Familie und die erste Besiedlung des Ortes befand sich unmittelbar hinter der heutigen Kirche von Uder. Ob diese Siedlung mit einem Wall oder einer Mauer geschützt war, ist nicht belegt, östlich angrenzend trägt aber noch heute eine Straße den Namen Eulenburg. Innerhalb dieser Siedlung stand mit dem Kessenborn eine ausreichende Versorgung mit Wasser zur Verfügung.
Einige Mitglieder der Adelsfamilie waren bereits früh zur Sicherung der nahen Burg Rusteberg eingesetzt. Diese nannten sich dann teilweise nach dem Burgsitz. 1150 wird erstmals ein Honterus mit dem Beinamen von Rusteberg bzw. von Uder (Othera) auf dem Rusteberg erwähnt. Honterus’ Sohn, der Ritter Hartwig von Rusteberg (bzw. von Uder), urkundete 1135 bis 1170 und war ebenfalls mainzischer Ministerialer, wie auch sein mutmaßlicher Sohn, der Ritter Dietrich von Uder bzw. Othera (1189, 1209), der in Lutter begütert war. Ein Zweig der Familie bildete dann vermutlich das Adelsgeschlecht von Rusteberg, welches im 15. Jahrhundert ausgestorben ist.
1162 schickt der Erzbischof Konrad von Mainz den Rittern und übrigen Bürgern von Uder ein Schreiben wegen des Patronatsrechts der Kirche in Uder, welches an das St. Martinstift in Heiligenstadt vergeben wurde. Als Stammvater gilt der 1189 erwähnte Thidericus de Othera (oder Dietrich von Uder), der danach mehrfach als Zeuge erwähnt wird oder Besitzungen verkauft. Die Familie muss wohl zu zahlreichen Besitzungen und Lehnsrechten nicht nur in Uder, sondern auch in der weiteren Umgebung gekommen sein. Ritter Konrad, genannt von Uder, urkundete 1264 und war in Beberstedt begütert. Dessen Sohn Dietrich von Uder nannte sich später genannt Knorren  und war in Beberstedt sowie Bezelsrode bei Anrode begütert. Dietrich und sein Bruder Erwin werden 1276 Theodoricus et Erwicus fratres de Ottera dicti Knorren genannt. Andere Familienmitglieder nennen sich dagegen nur de Othera, andere nur Knorr ohne einen Zusatz. 1350 erhält Heinrich Knorre aus der Uderschen Linie für seine Verdienste die Burgherrschaft und das Amt Scharfenstein und die Familie verließ Uder. Später wurde der Besitz in Uder teilweise verkauft oder an andere Adelsgeschlechter verpachtet. Die Familie erwarb danach weitere Besitzungen und Güter: 1355 in Neuendorf, 1376 zwei Burgmannssitze in Rüdigershagen (Ober- und Unterwall), 1348 ein großes Gut in Breitenbich und in Sollstedt sowie 1457 in Esplingerode.
Ein Wappen oder Siegel der mittelalterlichen Familie von Othera ist nicht bekannt, die Wappen derer von Knorr und von Rusteberg zeigen einen zweihenkeligen Schenkbecher. In Uder findet man noch heute hinter der Kirche das Knorrsche Haus aus dem 16. Jahrhundert, ein Nachfolgebau auf dem ehemaligen Stammsitz der Familie. Das unter Denkmalschutz stehende Haus wurde 2011 von der Gemeinde gekauft und ein Verein kümmert sich seit einigen Jahren um die Erhaltung und Sanierung des ältesten Hauses in Uder.
Eine weitere Nebenlinie der Adelsfamilie Uder-Knorre-Rusteberg sind die von Schadeberg, vermutlich benannt nach dem Schade-/Schnabelsberg bei Gerbershausen, wo sie begütert waren. Eine Burg ist dort aber nicht bekannt. Nachweisbar sind sie seit Anfang des 13. Jahrhunderts, namentlich bekannt sind Hermann (1308, 1328 und 1315), Dietrich (1333) und Thilo (1335), sie waren als Burgmänner auf dem Rusteberg. Ein Wappen aus dem Jahr 1319 zeigt ebenfalls einen Schenkbecher. 1376 versetzen Otto von Rusteberg und Hermann von Soden den Schadeberg und den Ort Steina an die Herren von Hanstein, die dort im 16. Jahrhundert zwei Güter errichten.

## Weitere Adelsfamilien

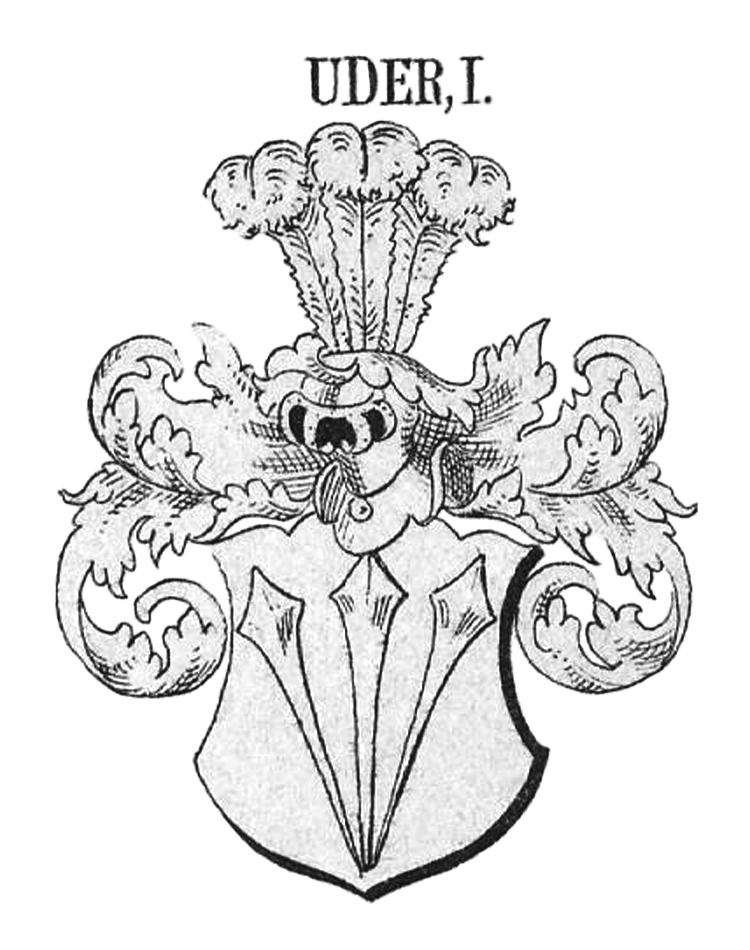
Wappen derer von Uder (I.)

In Siebmachers Wappenbuch erscheinen ab dem 13. bis zum 17. Jahrhundert drei Adelsgeschlechter von Uder, die dem stolbergischen, mansfeldischen und thüringischen Gebiet zuzugeordnet werden. Inwieweit stammesverwandtschaftliche Beziehungen zu der mittelalterlichen Familie von Othera vorliegen, ist nicht bekannt. Die verschiedenen Wappen zeigen jeweils drei unterschiedlich angeordnete Pfeilspitzen (Tafel 111).
In Clingen im Schwarzburgischen lässt sich im 16. bis 18. Jahrhundert ein Geschlecht (von) Uder nachweisen. Stammvater ist Friedrich Udra, der 1525 während des Bauernkriegs und bis wenigstens 1537 als Amtmann in Clingen genannt wird. Eine Verbindung zu den Udra in Stolberg (Harz), die dort im 15. und 16. Jahrhundert Ratsmitglieder stellten, ist denkbar, aber unbewiesen. Am 8. Mai 1537 wird dem Amtmann Udra und seinen Nachkommen eine Lehensurkunde für das Obergut in Clingen durch Graf Gunter von Schwarzburg verliehen.  Friedrich Udra hatte 3 Söhne, die 1553 als Lehensnachfolger genannt werden: Friedrich Uder (†vor 1575), Caspar Uder (†1599) sowie Hans Uder (†vor 1553), letzterer jedoch – da bereits verstorben – vertreten durch dessen noch unmündigen Sohn Hans Christoph Uder (* ca. 1553, † 2. Mai 1637 in Clingen). Die Familie besaß in der Folgezeit noch weitere Güter in Clingen und Umgebung bzw. hatte Lehensanteile daran. Caspar war der Vater der Gebrüder Hans Caspar von Uder und Friedrich von Uder (†1641), letzterer spätestens 1615 Hofrat und ab 1616 Vizekanzler in Braunschweig. Er brachte Güter u. a. in Mauderode, Hochstedt und Salza an sich. Im Jahr 1618 gründete er in Ilfeld eine Eisenhütte, 1632 wird er als Rat der Clara Gräfin und Frau zu Schwarzburg (auf Schloss Heringen) genannt. Friedrich von Uder war verheiratet mit Anna von Schrenk.
Oben genannter Hans Christoph Uder war Schwarzburgischer Hauptmann zu Sondershausen und Rittergutsbesitzer in Clingen. In erster Ehe war er verheiratet mit Martha Vogeln († 20. September 1598 in Clingen), in zweiter Ehe mit Anna Maria von Salfeld (* 21. Juni 1579 in Clingen, † 27. Mai 1624 in Clingen). Er überlebte beide Ehefrauen sowie die meisten seiner 14 Kinder, die größtenteils an der Pest starben.
Die Präposition „von“ als Namenszusatz zu Uder taucht archivalisch erstmals 1598 bzw. 1600 in den Unterschriften von Caspar von Uder sowie des späteren Vizekanzlers Friedrich von Uder auf. Ihr Vetter Hans Christoph hingegen schrieb seinen Namen bis zu seinem Tod 1637 ohne „von“. Erst seine Söhne zeichnen mit „von Uder“ und siegeln mit dem Wappen der nachstehenden Variante (II).
Hans Christoph Uders Sohn Georg von Uder (* 26. Februar 1609 in Clingen, † 1648 in Clingen) war Leutnant und mit Maria Elisabeth Schrenck von Notzing (*ca. 1610, †ca. 1662) verheiratet. Er ertrank 1648 im Kupferhelbegraben. Seine Söhne waren Friedrich Wilhelm von Uder (*ca. 1640, †1703), Rittmeister in holländischen Diensten; Wolf Georg von Uder (*ca. 1642, †1704), Leutnant in kursächsischen Diensten, verheiratet 1667 mit Anna Margaretha Engela von Minnigerode (* 10. Januar 1646 in Bockelnhagen, † nach 1683); und Caspar Heinrich von Uder (* 25. April 1649 in Clingen, † nach 1701), Offizier und verheiratet mit Charlotta von Schwarzburg.
Wolf Georg von Uders gleichnamiger Sohn (* um 1685 in Clingen, † 24. Mai 1754 in Arnstadt) war 1718 Leutnant im Kürassier-Regiment Prinz Alexander, 1730 Rittmeister in kgl.-polnischen und kurfürstlich sächsischen Diensten, und ab etwa 1733 Major im Dienste des Regiments der Fürsten von Schwarzburg-Sondershausen unter Oberst von Diepenbroick, zunächst in Mecklenburg, dann als Oberstleutnant in Holland. 1748 übernahm er das Regiment von v. Diepenbroick und führte es zurück in die thüringische Heimat.
Mit dem Tod des Oberstleutnant Wolf Georg von Uder im Jahr 1756 erlosch der Zweig derer von Uder zu Clingen im Mannesstamm. Seiner 1718 in Hohenmölsen geschlossenen Ehe mit Magdalena Sibylla von Görschen (* 11. Januar 1684 in Kleineichstätt, † nach 1754) entspross eine einzige Tochter namens Magdalena Elisabeth von Uder.
Vom 15. bis 17.  Jahrhundert wurden zahlreiche Mitglieder einer Familie von Othera oder Otthera in Mühlhausen, Erfurt und anderen Orten erwähnt, eine verwandtschaftliche Beziehung ist nicht erwiesen. Als Ottera wird es nach Siebmachers Wappenbuch als kleines thüringisches Adelsgeschlecht angesehen.

## Vertreter
Nachfolgend einige Angehörige der verschiedenen Familien von Uder und Othera:
- Dietrich von Udera (1189)[19]
- Conrad von Odera (1264), macht eine Schenkung an das Kloster Reifenstein[20]
- Konrad von Udera (1368)[21]
- Ditmar und Kurt von Uder (1428), Bürgermeister in Heiligenstadt[22]
- Johann von Othera (1461), Vikar des St. Jakobsaltars in der Pfarrkirche St. Bartholomäi zu Erfurt[23]
- Johann von Othera (1480–1547), geboren in Erfurt, Stadtsyndikus in Mühlhausen, später dort Schultheiß, Kanzler der Fürstabtei Fulda[24]
- Wilhelm von Othera (1521/22–1600) in Mühlhausen geboren, (1568–1596) Ratsherr in Mühlhausen, in Arnstadt gestorben, und sein  Sohn Lucas (1560)
- Christoph von Othera (1547), war Zeuge der Übergabe der Kommende Griefstedt an Heinrich von Widderstein[25]
- Jakob von Othera (1551–1613), hessischer Amtmann in Eppstein und sein Sohn Nikolaus (1576–1625), Jurist und Minister[26]

## Wappen

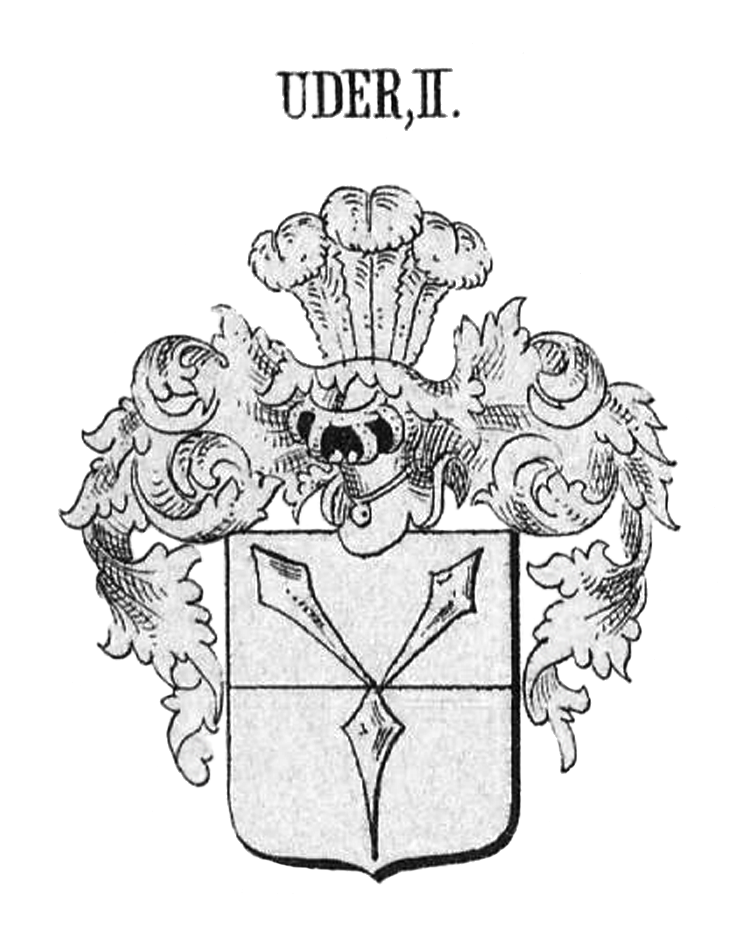
Wappen der Uder (II.)
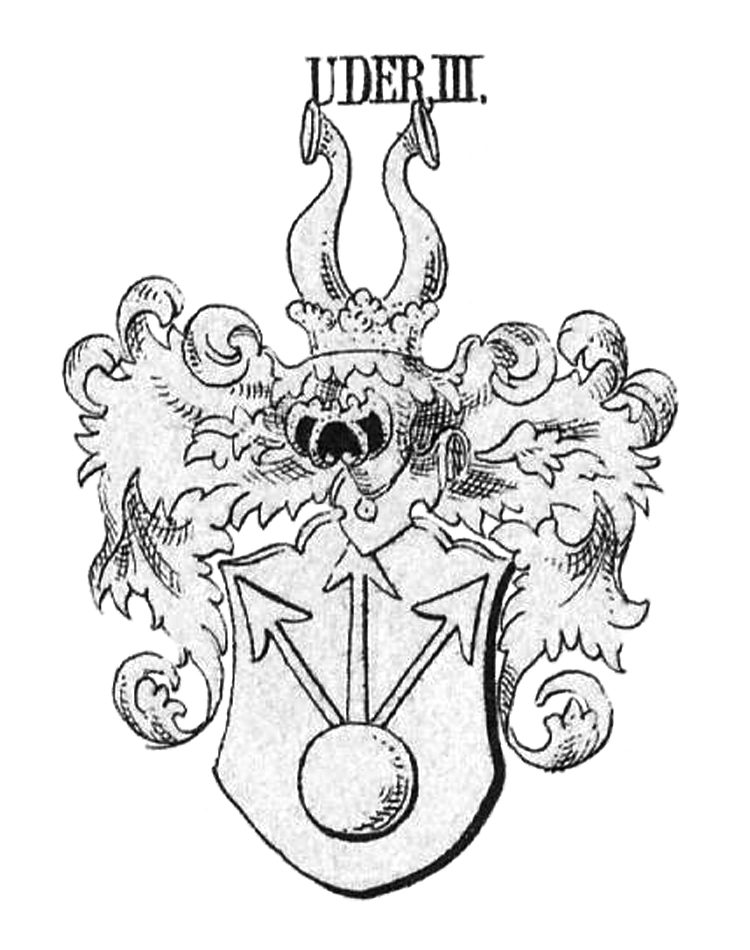
Wappen der Uder (III.)

Das Wappen ist in drei Varianten überliefert, gemeinsam sind drei Nägel oder Pfeilspitzen.
Wappen der Uder (I.)
Im Schild drei fächerförmige Nägel, auf dem Helm drei Straußenfedern.
Wappen der Uder (II.)
geteiltes Schild oben zwei spitz zusammen gesetzte Nägel, unten einer. Helm mit drei Straußenfedern.
Wappen der Uder (III.)
im Schild eine Kugel aus der drei fächerförmige Pfeileisen hervorgehen. gekrönter Helm mit zwei Büffelhörnern.